# بايحقي خايزان
بايحقي خايزان (بالإنجليزية: Baihakki Khaizan) (مواليد 31 يناير 1984 في سنغافورة) لاعب كرة قدم سنغافوري دولي يجيد اللعب في خط الدفاع . يلعب حاليا لصالح نادي بيرسيجا جاكارتا الإندونيسي منذ 2009 .

## المسيرة الاحترافية

### أندية لعب لها
- برسيب باندونغ
- نادي جوهر دار التعظيم لكرة القدم

## روابط خارجية
- بايحقي خايزان على موقع قاعدة بيانات كرة القدم.إي يو (الإنجليزية)
- بايحقي خايزان على موقع ناشيونال فوتبول تيمز (الإنجليزية)
- بايحقي خايزان على موقع Soccerway.com (الإنجليزية)
- بايحقي خايزان على موقع عالم كرة القدم.نت (الإنجليزية)